# 岸和田十月祭礼
岸和田十月祭礼（きしわだじゅうがつさいれい）は、大阪府岸和田市の6地区で毎年10月に行われるだんじり祭の総称。各地区を統括する岸和田十月祭礼年番も組織される。この6地区は地元では山手（やまて）、または、上（うえ。川上の意）と総称される地域にあたり、JR西日本阪和線東岸和田駅、下松駅、久米田駅の周辺で行われる。

## 各地区の概要・祭礼町会

### 東岸和田
旧 泉南郡土生郷村と有真香村に該当。平成20年度から旭・太田地区と修斉地区が合併して東岸和田地区となった。矢代寸神社では神輿の渡御が見られる。
- （旧）旭・太田地区
  - 土生町（土生神社）
  - 作才町（岸和田天神宮）
  - 畑町（波多神社）
  - 極楽寺町、流木町（矢代寸神社）
- （旧）修斉地区
  - 八田町、神須屋町、真上町（矢代寸神社）
  - 土生瀧町、阿間河瀧町、葛城町（意賀美神社）

### 南掃守
旧 泉南郡南掃守村に該当。
- 西之内町、八阪町、下松町（兵主神社）
- 上松町（上松菅原神社）
- 山下町（岸和田天神宮）
- 尾生町、中尾生町、福田町（尾生菅原神社）

### 八木
旧 泉南郡八木村に概ね該当。2日目には久米田寺へ参内する行基参りが行われる。
- 中井町、吉井町、荒木町、下池田町、箕土路町、西大路町、小松里町、額町、額原町、大町、池尻町（夜疑神社）

### 山直
旧 泉南郡山直下村に該当。田治米町と今木町は八木地区の行基参りにも参加する。
- 今木町（今木菅原神社）
- 田治米町（田治米菅原神社）
- 摩湯町（淡路神社）
- 三田町、三田町小倉（穂椋神社）
- 岡山町山出小路、岡山町大西小路、岡山町東出小路（岡山町菅原神社）

### 山直南
旧 泉南郡山直上村に該当。2日目には積川神社へ全町が参内する。
- 包近町（楠本神社）
- 山直中町（中村神社）
- 稲葉町西、稲葉町東（稲葉菅原神社）
- 積川町 (積川神社)

### 山滝
旧 泉北郡山滝村に該当。山直神社では神輿の渡御が見られる。
- 内畑町、内畑町下出（山直神社）
- 大沢町（大沢菅原神社）

## 日程
- 試験曳き ： 10月第1月曜日の前日の日曜日
- 宵宮（宵祭） ： 本宮前日の土曜日
- 本宮（本祭） ： 体育の日前日の日曜日